# Benjamin Elazari Volcani
Benjamin Elazari Volcani (* 4. Januar 1915 in Ben Shemen, Palästina; † 6. Februar 1999 in La Jolla) war ein israelischer Mikrobiologe.
Sein Vater war der Agrarökonom Ithzak Elazari-Volcani (Isaak Wilkansky; 1880–1955), der 1908 aus Lettland nach Palästina einwanderte und auf dem vom 1905 vom Jüdischen Nationalfonds (JNF) erworbenen Gelände des heutigen Ben Shemen eine landwirtschaftliche Versuchsstation aufbaute. „In dieser Zeit richtete JNF-KKL in Ben Shemen unter der Leitung von Yitzhak Wilkansky auch eine landwirtschaftlische Versuchsstation ein, deren Arbeit mit Mischkulturen oder der Pflanzendiversifikation bis heute die Grundlage des größten Teils der israelischen Landwirtschaft bildet.“
Volcani studierte Mikrobiologie an der Hebräischen Universität Jerusalem mit dem Master-Abschluss 1936 und der Promotion über die Mikroflora des Toten Meeres 1940. Zuvor hatte man angenommen, dass es im Toten Meer wegen des hohen Salzgehalts kein Leben gibt, Volcani fand aber halophile Archaeen. Von 1939 bis 1958 war er am Weizmann-Institut, ab 1948 als Leiter der Mikrobiologie. In den 1940er Jahren war er zu Auslandsaufenthalten in Berkeley, am Caltech, in Stanford (Hopkins Marine Station) und der University of Wisconsin.
Volcani war ab 1959 an der Scripps Institution of Oceanography in La Jolla tätig und bis 1985 Professor für Meeresbiologie an der University of California, San Diego. Dort befasste er sich vor allem mit dem Silizium-Stoffwechsel mariner Diatomeen (deren Skelett überwiegend aus Siliziumdioxid besteht) und Biomineralisation.

## Werke
- Silicon and siliceous structures in biological systems / ed. by Tracy L. Simpson; Benjamin E. Volcani. International symposium 'Siliceous structures and silicon deposition in living organisms'; (Richmond/Va): 1978.12. New York [u. a.]: Springer, 1981. ISBN 0-387-90592-8, ISBN 3-540-90592-8.